# Amerikansk stjärnanis
Illicium floridanum är en tvåhjärtbladig växtart som beskrevs av Job Bicknell Ellis. Illicium floridanum ingår i släktet Illicium och familjen Schisandraceae. Utöver nominatformen finns också underarten I. f. album.

## Bildgalleri

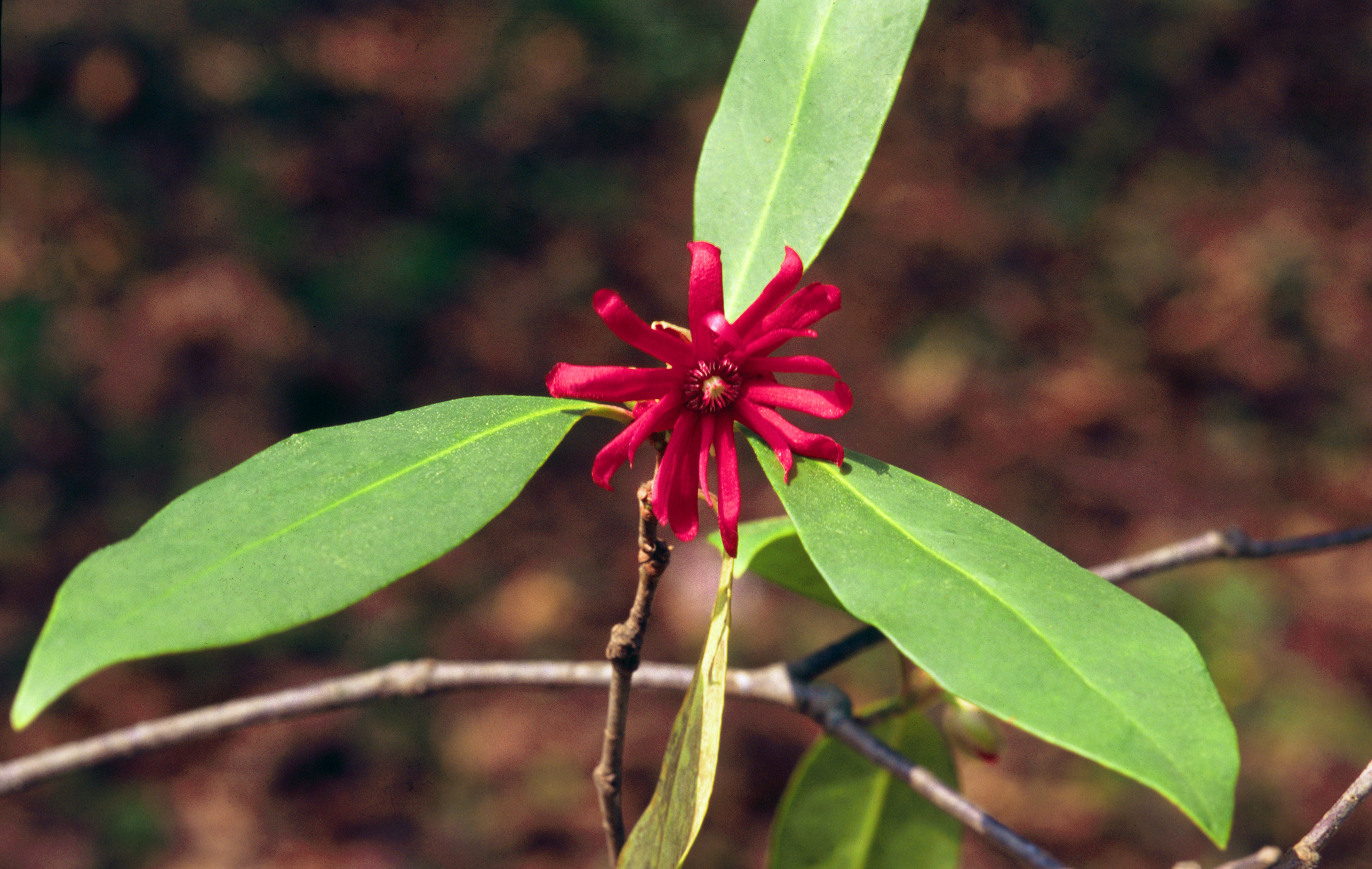
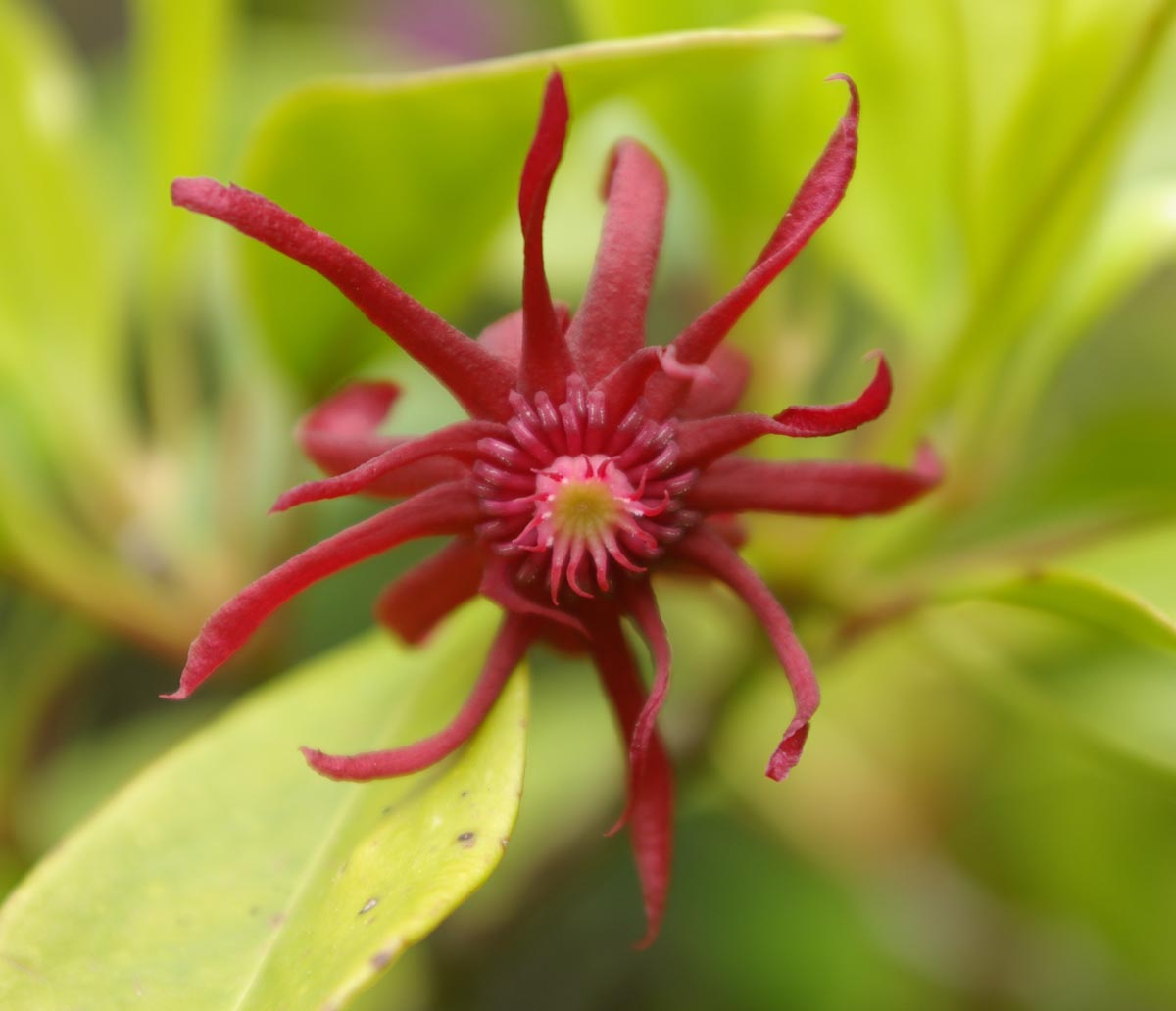
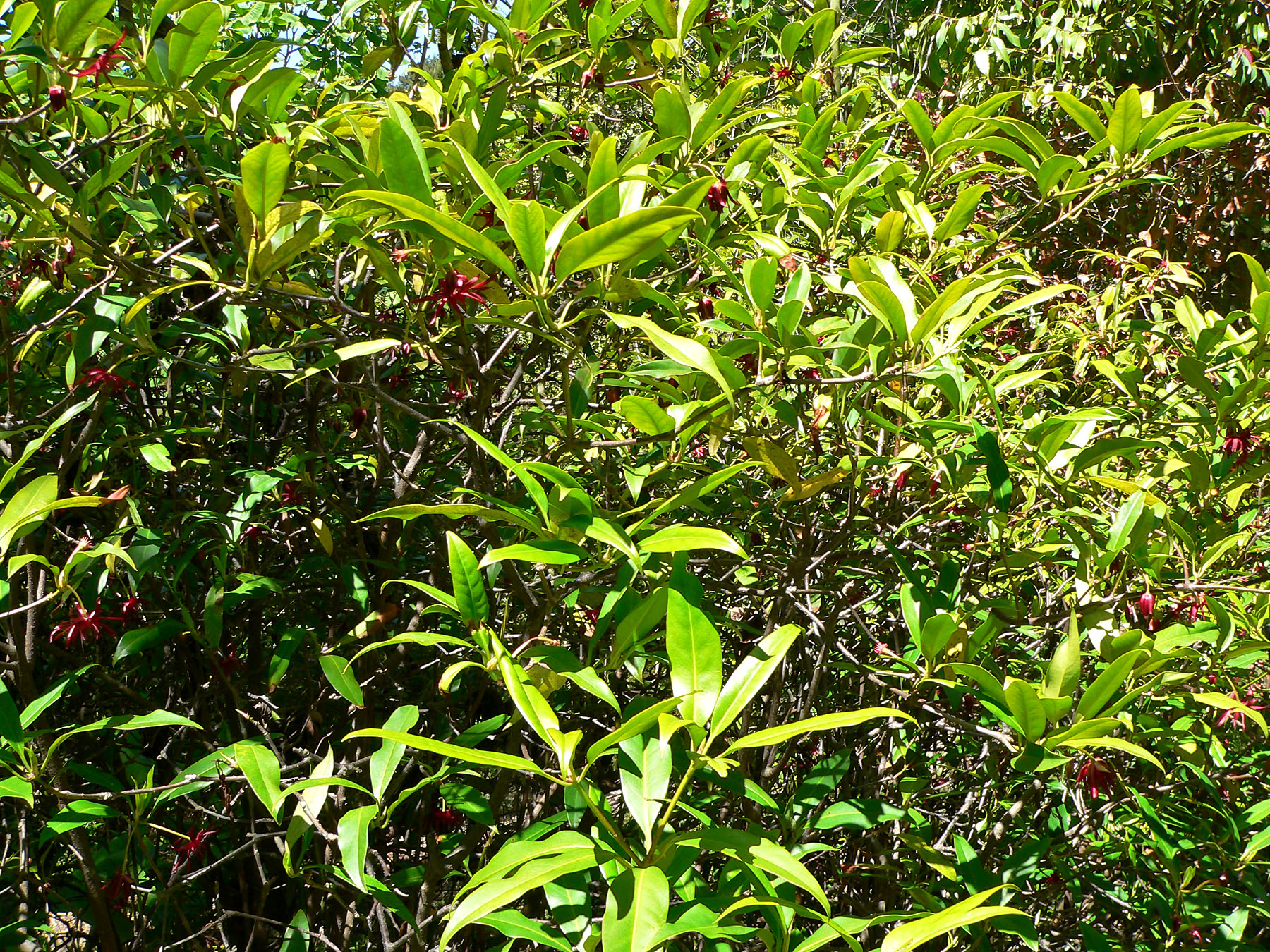
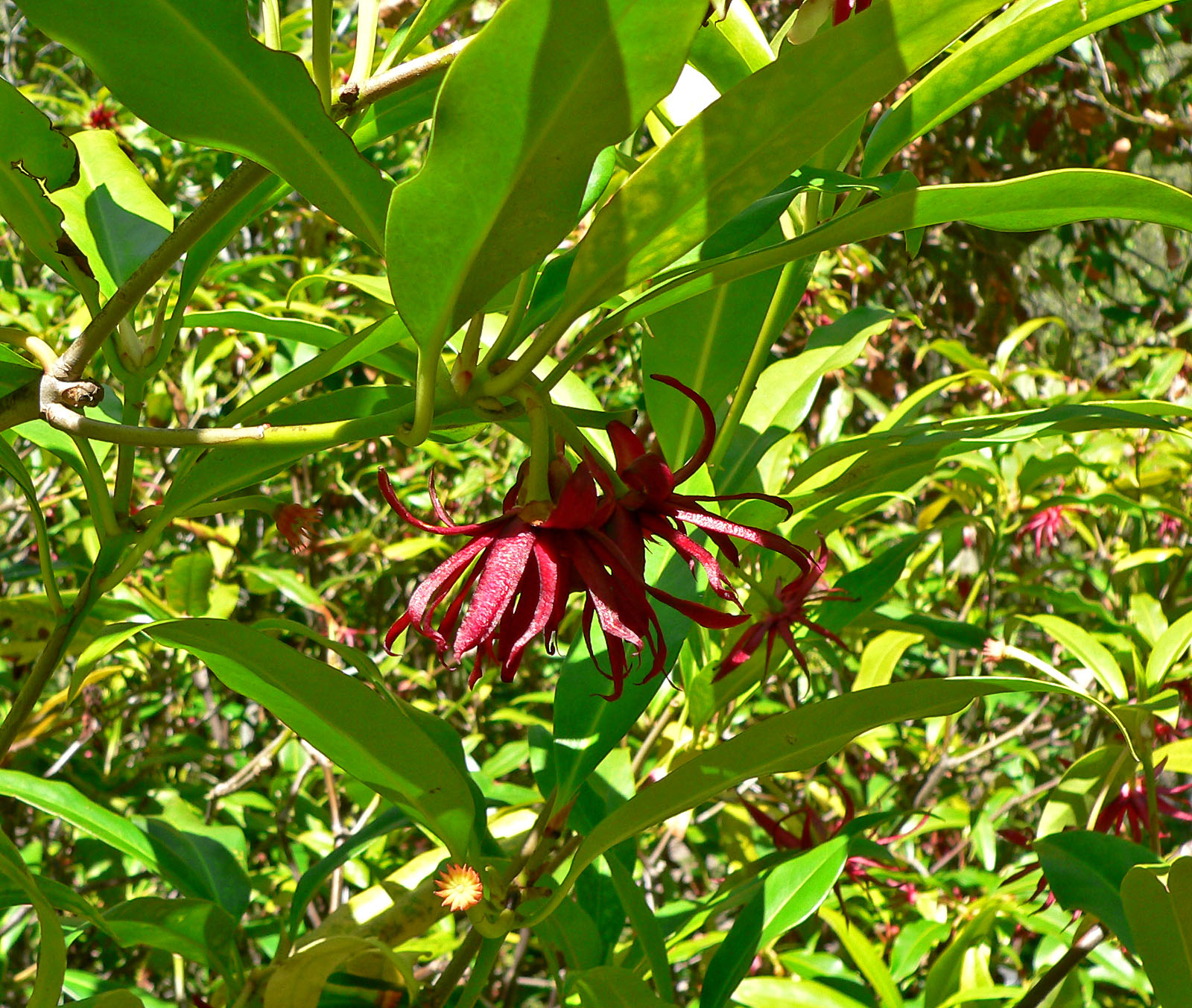
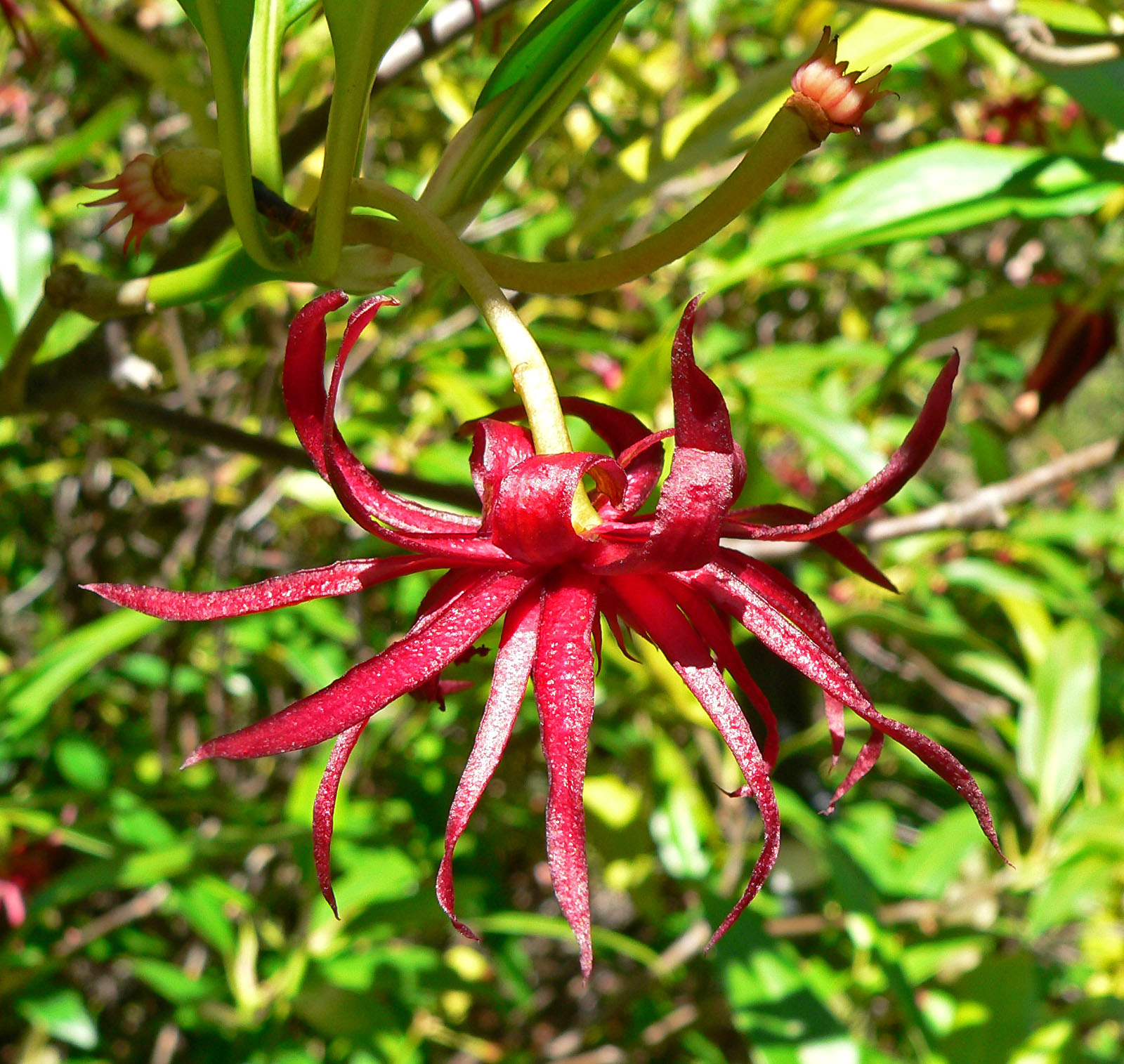
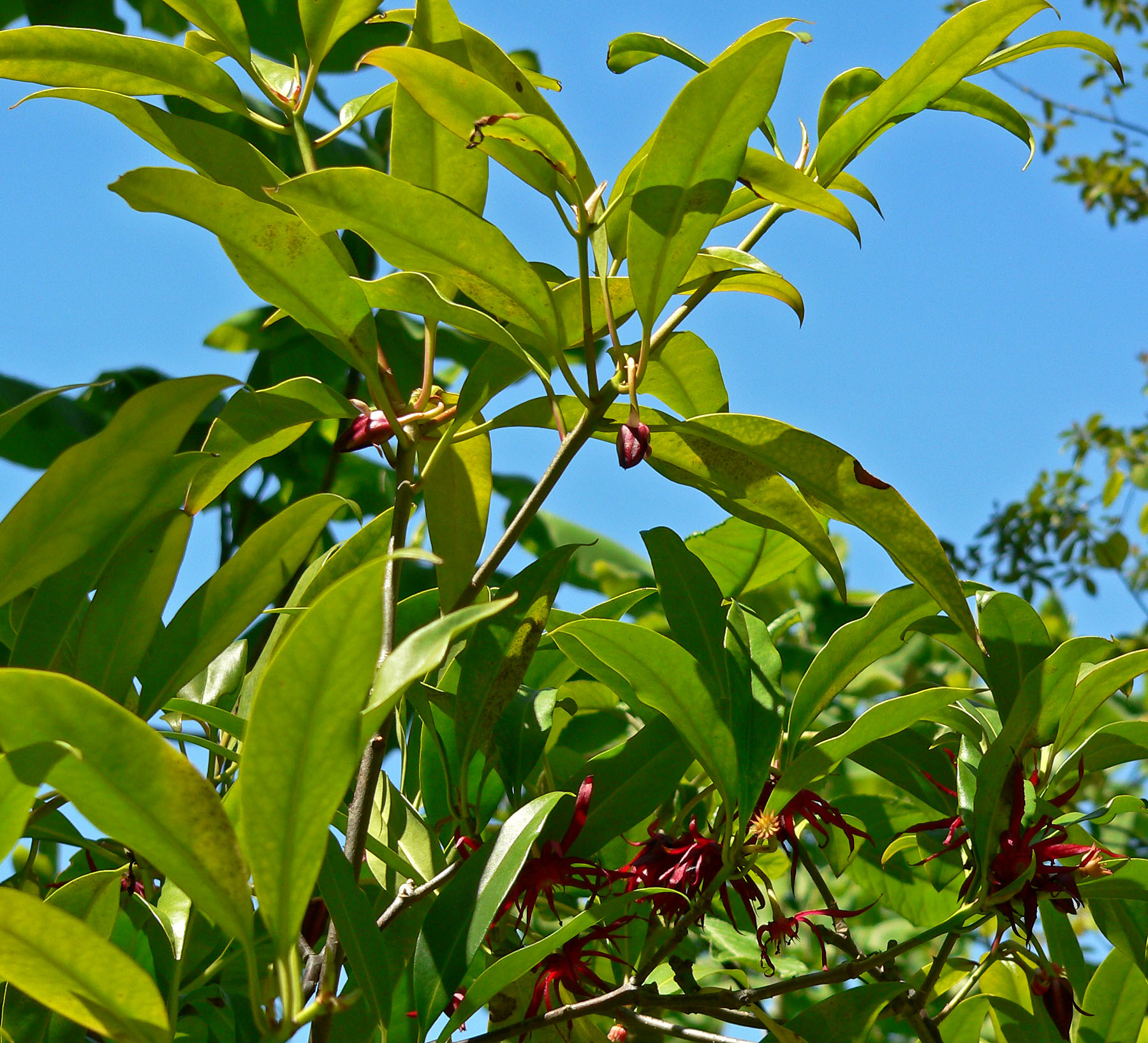